# Aurélio Buta
Aurélio Gabriel Ulineia Buta (* 10. Februar 1997 in Luanda, Angola) ist ein portugiesisch-angolanischer Fußballspieler, der bei Eintracht Frankfurt unter Vertrag steht. Er spielt auf der Position des Rechtsverteidigers und war portugiesischer Jugendnationalspieler.

## Karriere

### Verein
In seiner Jugend war Buta für Recreio Desportivo de Águeda, SC Beira-Mar und ab 2011 bei Benfica Lissabon aktiv. Am 6. August 2016 gab Buta sein Profidebüt für Benfica B in einem Spiel der LigaPro 2016/17 gegen Cova da Piedade. Bei Benfica kam Buta regelmäßig für die Reserve in der zweithöchsten Liga Portugals und in der UEFA Youth League zum Einsatz, schaffte den Sprung in die erste Mannschaft des Vereins jedoch nicht. Am 31. August 2017 wechselte er auf Leihbasis für eine Saison zum belgischen Klub Royal Antwerpen. In seiner ersten Saison kam er auf insgesamt 15 Einsätze in der Division 1A. Nach der Spielzeit unterschrieb er einen Dreijahresvertrag bei den Belgiern und wurde damit fest verpflichtet. Er konnte sich daraufhin bei dem Verein als feste Größe in der Verteidigung etablieren und wurde mit dem Klub 2020 belgischer Pokalsieger und spielte in der folgenden Saison in der Europa League.
Zur Saison 2022/23 wechselte Buta in die Bundesliga zu Eintracht Frankfurt. Er unterschrieb beim amtierenden Europa-League-Sieger einen Vertrag bis zum 30. Juni 2026. Aufgrund von Verletzungen verpasste der Portugiese die gesamte erste Saisonhälfte und konnte erst Mitte Januar 2023 sein erstes Pflichtspiel im neuen Trikot absolvieren. Gegen den FC Schalke 04 gelang ihm auf Anhieb sein erstes Tor zum 3:0-Endstand. Aufgrund einer Verletzung seines Konkurrenten Junior Dina Ebimbe avancierte Buta anschließend zum Stammspieler auf dem rechten Flügel der Frankfurter.
Im August 2024 wurde er an Stade Reims verliehen. Bei dem späteren Absteiger absolvierte er 27 Spiele in der  Ligue 1 und 3 Spiele im Coupe de France. Obwohl er damit zu den Stammspielern gehörte, wurde die Kaufoption von Reims nicht gezogen und er kehrte zur Saison 2025/2026 zu Eintracht Frankfurt zurück.

### Nationalmannschaft
Buta war für verschiedene Jugendauswahlen Portugals aktiv. Bei der U19-Europameisterschaft 2016 wurde er in das Team des Turniers gewählt.

## Erfolge
- Belgischer Pokalsieger: 2020

## Privates
Sein Bruder Leonardo Buta (* 2002) ist ebenfalls Fußballspieler, er läuft seit 2019 für Sporting Braga auf.